# Canton de Medelsheim
Le canton de Medelsheim (aussi orthographié canton de Mödelsheim) est une ancienne division administrative française, située dans l'arrondissement de Deux-Ponts et le département du Mont-Tonnerre, qui a existé de 1798 à 1814.
À sa suppression, ses communes sont réparties entre les cantons de Deux-Ponts et de Neuhornbach. Aujourd'hui, elles font partie des communes allemandes de Blieskastel, Deux-Ponts et Gersheim.

## Géographie
Ce canton était organisé autour de Medelsheim dans l'arrondissement de Deux-Ponts. Il comprenait 5 mairies, 24 communes et 5 212 habitants (1809).

## Composition
| Commune        | Nom actuel     | Mairie     | Population (1815) | Entité précédente    | Canton suivant |
| -------------- | -------------- | ---------- | ----------------- | -------------------- | -------------- |
| Altaltheim     | Altheim        | Altaltheim | 665               | Leyen-Blieskastel    | Neuhornbach    |
| Beckweiler     | Böckweiler     | Mittelbach | 314               | Palatinat-Deux-Ponts | Neuhornbach    |
| Breitfurth     | Breitfurt      | Webenheim  | 435               | Palatinat-Deux-Ponts | Neuhornbach    |
| Dalheim        | Bliesdalheim   | Walsheim   | 310               | Palatinat-Deux-Ponts | Neuhornbach    |
| Hengstbach     | Hengstbach     | Mittelbach | 214               | Palatinat-Deux-Ponts | Deux-Ponts     |
| Medelsheim     | Medelsheim     | Medelsheim | 475               | Leyen-Blieskastel    | Neuhornbach    |
| Mimbach        | Mimbach        | Webenheim  | Webenheim         | Palatinat-Deux-Ponts | Deux-Ponts     |
| Mittelbach     | Mittelbach     | Mittelbach | 241               | Palatinat-Deux-Ponts | Deux-Ponts     |
| Neualtheim     | Pinningen      | Altaltheim | 230               | Leyen-Blieskastel    | Neuhornbach    |
| Niedergailbach | Niedergailbach | Walsheim   | 334               | Leyen-Blieskastel    | Neuhornbach    |
| Pepekum        | Peppenkum      | Medelsheim | 275               | Leyen-Blieskastel    | Neuhornbach    |
| Sauweiler      | Seyweiler      | Medelsheim | 200               | Leyen-Blieskastel    | Neuhornbach    |
| Walsheim       | Walsheim       | Walsheim   | 340               | Palatinat-Deux-Ponts | Neuhornbach    |
| Wattweiler     | Wattweiler     | Webenheim  | 280               | Palatinat-Deux-Ponts | Deux-Ponts     |
| Webenheim      | Webenheim      | Webenheim  | 1 229             | Palatinat-Deux-Ponts | Deux-Ponts     |

## Démographie
| 1809  | 1818  |
| ----- | ----- |
| 5 212 | 7 535 |